# Ortmann (vognmand)
Ortmann er navnet på en vognmandsforretning på entreprenør- og affaldsområdet. Firmaet Peter Ortmann ApS. (oprettet 1981) har adresse i Charlottenlund og kendes på røde lastbiler med sort stribe samt et hvidt O, hvis ikke hele navnet er skrevet på døren.
Vognmanden er Peter Ortmann Nielsen.
Peter Ortmann Nielsen er et gentaget navn i Ortmann Nielsen-familien fra Charlottenlund. Faderen grundlagde P. O. Nielsen, og da sønnen med samme navn ville starte eget firma, kaldte han det Ortmann. Peter juniors nevø, der også er vognmand, hedder også Peter og driver nu sin fars firma Preben O. Nielsen. Desuden har den tredje bror, Jan Ortmann Nielsen været vognmand, ligesom Peters søn Henrik Ortmann Nielsen holder familiebranchen kørende.